# Маленко, Дин
Дин Саймон (англ. Dean Simon, род. 4 августа 1960, Эрвингтон, Нью-Джерси), более известный под псевдонимом Дин Мале́нко — американский рестлер. В настоящее время он работает в All Elite Wrestling (AEW) в качестве старшего продюсера. Он наиболее известен по своей работе в Extreme Championship Wrestling (ECW) и World Championship Wrestling (WCW). Он также известен по работе в World Wrestling Federation (WWF) в качестве рестлера и дорожного агента и выступлениям в New Japan Pro-Wrestling (NJPW).
Хотя Маленко никогда не был чемпионом мира, он добился успеха в ECW, WCW и WWF, завоевав в общей сложности 11 титулов в этих трех организациях. Pro Wrestling Illustrated назвал Маленко рестлером № 1 в мире в 1997 году, а в 2015 году он был введен в Зал славы хардкора. После завершения карьеры он работал в качестве дорожного агента WWE в течение 18 лет, с 2001 по 2019 год.

## Карьера в рестлинге

### Ранняя карьера (1979—1994)
Саймон родился в семье рестлеров, его отец Борис Маленко был известной фигурой в рестлинге, играя на напряженности холодной войны, он использовал образ агента СССР. Саймон начинал как рефери в районе Тампы и даже недолго работал рефери в WWF в середине 1980-х годов. Он боролся по всему миру и провел много времени в Мексике и Японии. Он боролся со своим братом Джо Маленко с 1988 по 1992 год, образуя команду, пока его брат не закончил карьеру. 24 января 1992 года Маленко победил Суперзвезду за титул южного чемпиона Suncoast Pro Wrestling (SPW) в Пальметто, Флорида. 12 марта 1992 года в Тампе Маленко победил Джимми Бэклунда в матче за титул чемпиона ICWA в полутяжелом весе.

### Eastern Championship Wrestling / Extreme Championship Wrestling (1994—1995)
27 августа 1994 года Маленко дебютировал в Eastern Championship Wrestling (ECW) в качестве хила, участвуя в турнире за вакантный титул чемпиона мира NWA в тяжелом весе. В четвертьфинале он победил Осаму Нисимуру, а в полуфинале проиграл победителю Шейну Дугласу. Маленко стал известен как «Шутер» и получил образ, похожий на бойца Ultimate Fighting Championship (из-за сходства с Ройсом Грейси). 4 ноября 1994 года он победил 2 Колд Скорпио и выиграл свой первый титул телевизионного чемпиона ECW.
В начале 1995 года Маленко сформировал группировку «Тройная угроза» вместе с Крисом Бенуа и Шейном Дугласом. 25 февраля 1995 года на шоу Return of the Funker Бенуа и Маленко победили Сабу и Тазманьяка за титул командных чемпионов ECW, сделав Маленко двойным чемпионом. Месяц спустя на Extreme Warfare Маленко уступил титул телевизионного чемпиона 2 Колд Скорпио. 8 апреля на Three Way Dance он и Бенуа уступили командное чемпионство «Врагам народа» (Джонни Гранж и Рокко Рок).
Летом 1995 года Маленко враждовал с телевизионным чемпионом Эдди Герреро, кульминацией чего стал матч 21 июля, в котором Маленко победил Герреро и завоевал свой второй титул телевизионного чемпиона ECW. Всего через неделю Маленко вернул титул Герреро. Они продолжали сражаться за титул и провели ряд матчей, в результате которых им был предложен контракт с WCW. Его последним матчем в ECW был матч «два удержания из трех» против Герреро, который состоялся 26 августа. Матч закончился вничью, так как в последнем раунде плечи обоих рестлеров оказались на мате. Это был последний матч обоих в ECW, и они оба эмоционально прощались с фанатами.

## Личная жизнь
Саймон — еврей. У него и его жены Джули трое детей. Их старшая дочь, Ларриса, родилась 25 декабря 1997 года.
Во второй половине 2010 года Саймон перенес сердечный приступ, но вернулся к работе к Survivor Series 21 ноября. В ноябре 2013 года он был доставлен в больницу, а затем отправлен домой с европейского тура WWE после болей в груди. Саймон страдает от болезни Паркинсона.

## Титулы и достижения
- DDT Pro-Wrestling
  - Чемпион железных людей в хеви-металлическом весе (1 раз)
- Extreme Championship Wrestling
  - Телевизионный чемпион мира ECW (2 раза)
  - Командный чемпион мира ECW (1 раз) — с Крисом Бенуа
- Hardcore Hall of Fame
  - Class of 2015
- International Championship Wrestling Association
  - ICWA Light Heavyweight Championship (1 раз)
- Pro Wrestling Illustrated
  - № 1 в топ 500 рестлеров в рейтинге PWI 500 в 1997
- Revolution Eastern Wrestling
  - REW 24/7 Championship (1 раз)
- Suncoast Pro Wrestling
  - SPW Southern Heavyweight Championship (1 раз)
- World Championship Wrestling
  - Чемпион WCW в первом тяжёлом весе (4 раза)
  - Чемпионат Соединённых Штатов WCW (1 раз)
  - Командный чемпион мира WCW (1 раз) — с Крисом Бенуа
- World Wrestling Federation
  - Чемпион WWF в полутяжёлом весе (2 раза)
- Wrestling Observer Newsletter
  - Вражда года (1995) против Эдди Герреро
  - Лучший техничный рестлер (1996, 1997)